# Большой Остров (Курская область)
Большо́й О́стров — посёлок в Железногорском районе Курской области. Входит в состав Разветьевского сельсовета. 
Население — 9 человека (2010 год).

## География
Посёлок расположен в 7,5 км к юго-западу от Железногорска. Высота над уровнем моря — 208 м. Ближайшие населённые пункты: посёлки Щека, Сбородное, Новониколаевский и Уголёк.

## История
В 1926 году в посёлке было 23 двора, проживало 135 человек (62 мужского пола и 73 женского). В то время Большой Остров входил в состав Ажовского сельсовета Долбенкинской волости Дмитровского уезда. С 1928 года в составе Михайловского (ныне Железногорского) района. В 1930 году в Большом Острове и соседнем посёлке Сбородное был создан колхоз «13-й год Октября». В 1937 году в посёлке было 24 двора. 

## Население
| 1926 | 1979 | 2002 | 2010 |
| ---- | ---- | ---- | ---- |
| 135  | ↘35  | ↘9   | →9   |